# Багат, Владо
Владо Багат (сербохорв. Владо Багат / Vlado Bagat; 22 октября 1915 — 1 июня 1944) — югославский хорватский партизан, организатор антифашистского сопротивления в Далмации в годы Народно-освободительной войны Югославии. Народный герой Югославии.

## Биография
Родился 22 октября 1915 года в Сплите. В молодости работал на заводе, состоял в нескольких молодёжных профсоюзных организациях, часто организовывал стачки и забастовки в Сплите. Был политическим активистом: с 1939 года состоял в Союзе коммунистов Югославии. В 1940 году Владо был арестован вместе с группой сплитчан за организацию антиправительственных выступлений и сослан в колонию в Лепоглаве исправительные работы, где часто подвергался избиению и насилию.
После того, как Югославия была захвачена немецко-фашистскими войсками, Багат бежал из Лепоглавы, несмотря на изнурённость и усталость, и начал вести бои против немцев. Владо лично создал свою новую партийную организацию и начал закупать оружие. Летом 1941 года его первая группа перебралась на Динару. Владо вошёл в партизанский батальон имени Воина Зировича (Цинцарский партизанский отряд), руководителем которого стал в июне 1942 года.
В ходе операции «Вайсс I» в феврале 1943 года, когда 9-я Далматинская дивизия оставила Далмацию и отступила в Герцеговину и Черногорию, Багат был назначен руководителем штаба Группы партизанских отрядов в Далмации. Он участвовал в формировании новых отрядов партизан-антифашистов (после ухода солдат 9-й дивизии в Далмации осталось всего 700 партизан). Благодаря своевременному объединению сил югославские войска стали наносить удары немцам как на суше, так и на море.
В сентябре 1943 года большая часть Далмации была освобождена, чему способствовала капитуляция Италии. Багат в октябре 1943 года, стараясь доказать мощь югославских моряков, участвует в формировании 4-го приморско-прибрежного сектора. Некоторое время он был его комиссаром, но позднее стал партийным руководителем сектора. В апреле 1944 года он возглавил 2-й приморско-прибрежный сектор. Когда немцы организовывали массивный морской десант, партизанские войска заняли для обороны острова Шолта, Хвар и Вис. Владо командовал 1-й и 13-й далматинскими бригадами на острове Вис. До конца года под его руководством гарнизон острова отбивал атаки немцев и ухаживал за ранеными (в том числе и пленными итальянцами).
В мае 1944 года Багат отправился на остров Крк для помощи партизанам на нём. На рассвете 1 июня 1944 года он прибыл на остров Олиб, не зная, что там спрятались немцы. Солдаты вермахта выбрались из леса и открыли шквальный огонь по его лодке, убив и Владо, и ещё двух членов экипажа.

## Память
- В городе Задар в честь Владо Багата названа фабрика швейных машин.
- 10 сентября 1948 Президиум Народной скупщины ФНРЮ присвоил посмертно Владо Багату звание Народного героя Югославии.
- В ВМС СФРЮ его имя носил ракетный катер типа «Оса» — RČ-302 «Владо Багат».